# Tartarato monossódico
Tartarato de monossódio ou bitartarato de sódio é um sal ácido de sódio de ácido tartárico. Como um aditivo alimentar é usado como um regulador de acidez e é conhecido pelo número E E335. Como um reagente analítico, pode ser usado como um teste para o cátion amônio, com o qual produz um precipitado. Forma também, sob determinadas condições, precipitado com cátion potássio.